# Tebario
Tebario è un comune (corregimiento) della Repubblica di Panama situato nel distretto di Mariato, provincia di Veraguas. Si estende su una superficie di 313,3 km² e conta una popolazione di 599 abitanti (censimento 2010).